# Loope (Californië)
Loope, Loopeville of Monitor is een verlaten nederzetting in de Amerikaanse staat Californië. Het ligt in het dunbevolkte Alpine County in het Sierra Nevada-gebergte. Loope ligt aan State Route 89 op weg naar de Monitor Pass.
In 1862 werd Monitor gesticht als mijnbouwkamp in de smalle vallei van de Monitor Creek, een zijrivier van de East Fork van de Carson River. Over de jaren verhuisden veel inwoners van Silver Mountain City naar Monitor. Van 1863 tot 1888 had de plaats, die vernoemd was naar de nabijgelegen Monitor Mine, een eigen postkantoor. Het was een aanzienlijk dorp van ongeveer een mijl lang en het had twee lokale kranten. Later werd Monitor vernoemd naar een zekere dokter Loope, die de lokale mijnbouw nieuw leven in blies, en was er opnieuw een postkantoor van 1898 tot 1908. Van het dorp is in de 21e eeuw amper nog een spoor.